# STS-99
STS-99 var ett rymdfärjeuppdrag som genomfördes år 2000 med rymdfärjan Endeavour. Den sköts upp från Pad 39B vid Kennedy Space Center i Florida den 11 februari 2000. Efter drygt elva dagar i omloppsbana runt jorden återinträdde rymdfärjan i jordens atmosfär och landade vid Kennedy Space Center.

## Väckningar
Under Geminiprogrammet började NASA spela musik för besättningar och sedan Apollo 15 har man varje "morgon" väckt besättningen med ett musikstycke, särskilt utvalt antingen för en enskild astronaut eller för de förhållanden som råder.
| Dag | Låt                          | Artist/Kompositör  |
| --- | ---------------------------- | ------------------ |
| 2   | "Stardust"                   | Willie Nelson      |
| 3   | "I Believe I Can Fly"        | R. Kelly           |
| 4   | "Sunshine of Your Love"      | Cream              |
| 7   | "O Mio Babbino Caro"         | Puccini            |
| 8   | "Here Comes the Sun"         | Beatles            |
| 9   | "Rattled"                    | Traveling Wilburys |
| 10  | "Back in the Saddle Again"   | Gene Autry         |
| 11  | "Beyond the Sea"             | Bobby Darin        |
| 12  | "I'll Be Home for Christmas" | Bing Crosby        |